# Pindamonhangaba
Pindamonhangaba este un oraș în São Paulo (SP), Brazilia.